# العلاقات بين أوكرانيا ورابطة الدول المستقلة

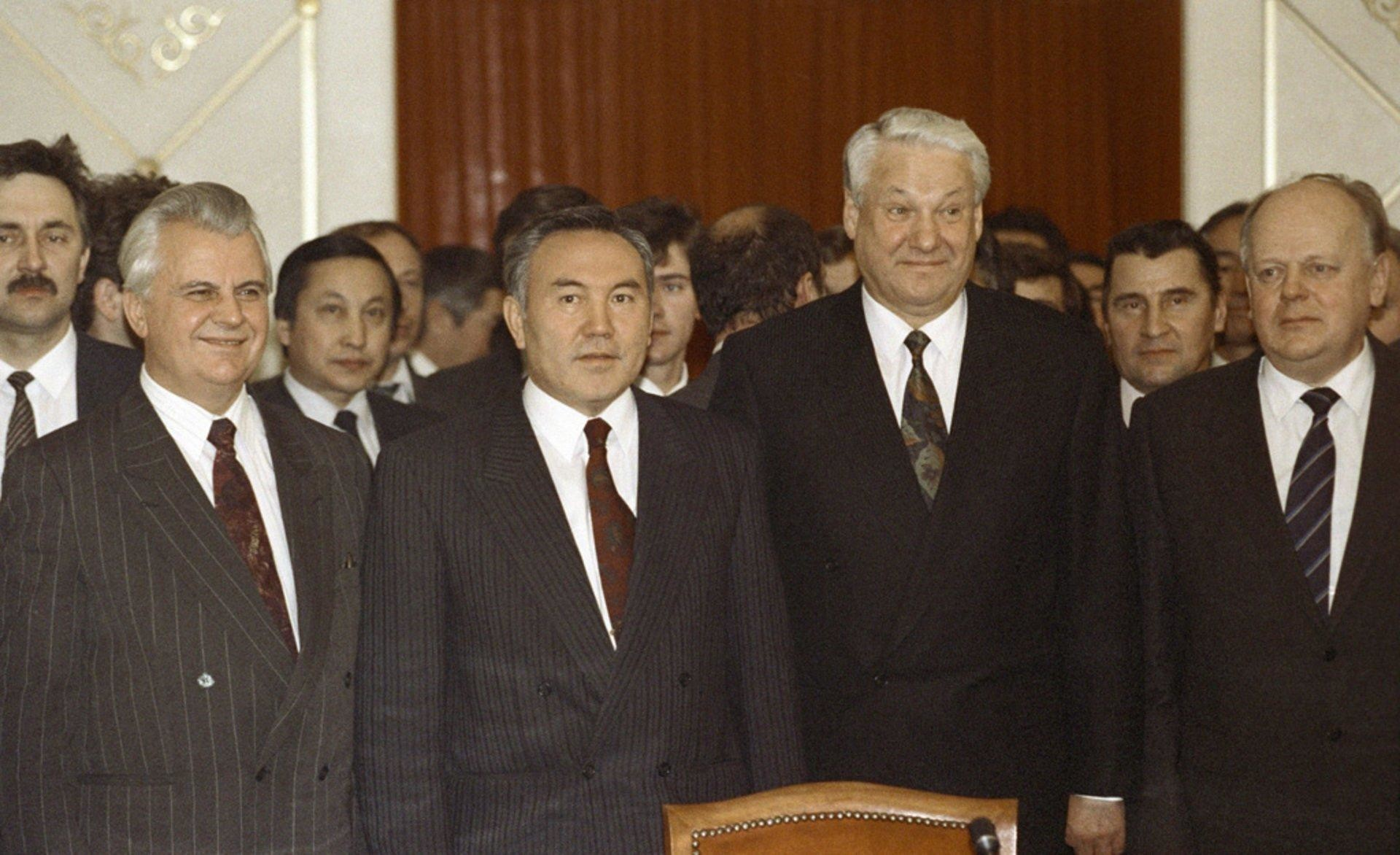
أوكرانيا ورابطة الدول المستقلة: حضور تأسيسي وموقف قانوني متحفظ (1991)

العلاقات بين أوكرانيا ورابطة الدول المستقلة هي علاقات دولية متعددة الأطراف بين دولة ثالثة واتحاد فوق وطني.
بعد تفكك الاتحاد السوفييتي، أكدت اتفاقيات بيلافيجا لعام 1991 الانهيار وأقرت رابطة الدول المستقلة ككيان خلف. كانت كل من بيلاروسيا وروسيا وأوكرانيا من الموقعين على هذه الاتفاقية. تُعتبر أوكرانيا دولة مؤسسة لرابطة الدول المستقلة، على الرغم من أنها لم توقع أو تصدق على ميثاق الرابطة اللاحق (الذي اكتمل في عام 1993)، وبالتالي لم تكن أبدًا عضوًا في الرابطة. ومع ذلك، شاركت أوكرانيا في هيئات مختلفة للرابطة حتى قطعت هذه العلاقات في عام 2018 بسبب الحرب الروسية الأوكرانية المستمرة. بقيت أوكرانيا عضوًا في منطقة التجارة الحرة لرابطة الدول المستقلة.
بعد الغزو الروسي لأوكرانيا عام 2022، انقطعت العلاقات الروسية الأوكرانية تمامًا. نظرًا لتدخل بيلاروسيا في الغزو، تدهورت العلاقات بين بيلاروسيا وأوكرانيا إلى حد كبير. علاوةً على ذلك، بدأت أوكرانيا في إلغاء مكثف للاتفاقيات المختلفة التي أنشأتها مع رابطة الدول المستقلة بسبب التكامل الأوروبي والتوسيع المستقبلي المرتقب للاتحاد الأوروبي وعملية الانضمام إليه.

## التاريخ

### الميثاق: أوكرانيا لا تعترف بالأهلية القانونية الدولية
في عام 2012، أشارت وزارة الخارجية الأوكرانية إلى أن رابطة الدول المستقلة (سي آي إس) قد تم إنشاؤه بعد تفكك الاتحاد السوفييتي من خلال توقيع اتفاقية إنشاء كومنولث الدول المستقلة في 8 ديسمبر من عام 1991. تم التصديق على هذه الاتفاقية من قِبَل البرلمان الأوكراني (فيرخوفنا رادا) في 10 ديسمبر عام 1991 مع تحفظات واردة في بيان البرلمان الأوكراني بتاريخ 20 ديسمبر عام 1991. وفق ما جاء في البيان، على وجه الخصوص، «ترفض أوكرانيا تحويل كومنولث الدول المستقلة إلى اتحاد فوق وطني بسلطاته وإدارته الخاصة»، ... وترفض أيضًا منح كومنولث الدول المستقلة صفة كيان بحسب القانون الدولي»، «ولا يمكن للمؤسسات التنسيقية داخل الكومنولث أن تكون ذات طابع إلزامي، ويجب أن تكون قراراتها استشارية».
في 22 يناير عام 1993، تم اعتماد ميثاق كومنولث الدول المستقلة. نظرًا لأن أوكرانيا لا تعترف بالأهلية القانونية الدولية للكومنولث، لم توقع على الميثاق. لذلك، فإن أوكرانيا لا تُعبتر دولة عضو، لكن لديها صفة دولة مؤسسة ودولة مشاركة في كومنولث الدول المستقلة.

### تسعينيات القرن العشرين
تتعاون دول رابطة الدول المستقلة بشكل وثيق في مجال المساعدة القانونية الدولية والتعاون. على وجه الخصوص، في 22 يناير من عام 1993، وقّع رؤساء دول رابطة الدول المستقلة، بما في ذلك أوكرانيا، على اتفاقية المساعدة القانونية والعلاقات القانونية في المسائل المدنية والأسرية والجنائية، ثم في 29 مارس من عام 1997، تم تلتوقيع على البروتوكول الملحق بها.
بعد تفكك الاتحاد السوفييت، ظهرت مجموعة من المشاكل البيئية على الصعيد المحلي إلى الدولي، وقد تطلب الأمر تنسيق الجهود من قِبَل الدول المستقلة حديثًا. في هذا الصدد، أبرمت دول رابطة الدول المستقلة عددًا من الاتفاقيات الدولية بشأن تنفيذ التدابير المشتركة لحماية البيئة وتقديم المساعدة المتبادلة في التصدي للكوارث البيئية وغيرها من حالات الطوارئ. من بين الاتفاقيات التي وقعتها أوكرانيا اتفاق التعاون في ميدان الإيكولوجيا وحماية البيئة (1992) واتفاق التعاون في ميدان حفظ واستخدام الموارد الجينية للنباتات المزروعة (1999) واتفاق التعاون على تدريب الأخصائيين في الإيكولوجيا والسلامة والبيولوجيا الإشعاعية والعلوم ذات الصلة (2000).
أعطت أوكرانيا الأولوية للتعاون الاقتصادي داخل رابطة الدول المستقلة. ذُكرت الوثيقتان الأساسيتان المتعلقتان بالمسائل الاقتصادية داخل الكومنولث في الاتفاقية المتعلقة بإنشاء الاتحاد الاقتصادي (1993) والاتفاقية المتعلقة بإنشاء منطقة تجارة حرة (1999). لم توقع أوكرانيا على الاتفاقية الأولى، التي تهدف إلى دمج اقتصادات الأعضاء وإنشاء منطقة جمركية وعملة واحدة. ومع ذلك، وبموافقة الأعضاء، تم دمج أوكرانيا كعضو منتسب في الاتحاد الاقتصادي في 15 أبريل عام 1994، لم يقع على عاتقها سوى جزء من التزامات الاتفاقية فقط.

### بداية القرن الواحد والعشرين
اقترحت أوكرانيا مهام ذات أولوية محددة يجب وضعها في عام 2003 للتعاون الاقتصادي بين الدول الأعضاء في الرابطة:
- استكمال التسجيل القانوني لمنطقة التجارة الحرة وتنظيم إطارها التنظيمي والقانوني.
- البدء في استخدام المعايير والقواعد الأساسية للتجارة الحرة وتحليل تطبيق المعايير المتعلقة بمنطقة التجارة الحرة في تشريعات الدول المشاركة.
- الاضطلاع برصد مستمر لسير تلك العمليات.
- استكمال وضع الاتفاقيات التي تنظم التجارة من حيث الخدمات وتقديم الإعانات التجارية والهياكل الأساسية للنقل في ممرات النقل الدولي، فضلًا عن مفاهيم سياسة النقل والتعاون في مجال العملة.

في ذلك العام، تولى رئاسة مجلس رؤساء دول رابطة الدول المستقلة رئيس أوكرانيا ليونيد كوتشما.